# Menipe
Menipe (en grec antic Μενίππη) va ser, segons la mitologia grega, una de les cinquanta Nereides, filla de Nereu, un déu marí fill de Pontos, i de Doris, una nimfa filla d'Oceà i de Tetis. Tenia un únic germà, Nèrites.
De les llistes de nereides que es coneixen de diferents autors només la menciona Hesíode a la Teogonia, on l'anomena «la divina Menipe». El seu nom significa «la nereida dels cavalls forts», és a dir de les fortes onades.
Va donar nom a (188) Menipe, un asteroide que forma part del cinturó d'asteroides.